# Wehha av East Anglia
Wehha av East Anglia, död 571, var en engelsk monark. Han var kung av East Anglia 550–571. 